# Simulium kivuense
Simulium kivuense är en tvåvingeart som beskrevs av Gouteux 1978. Simulium kivuense ingår i släktet Simulium och familjen knott.
Artens utbredningsområde är Kongo. Inga underarter finns listade i Catalogue of Life.